# Gayle Moher
Gayle Moher (Londres, 7 de abril de 1957) es una culturista profesional británica.

## Biografía
Natural del municipio de Hillingdon, en Londres, de adolescente, compitió en varios concursos de belleza. En 1990 se inició en el culturismo tras visitar los Estados Unidos. Moher obtuvo su tarjeta profesional al ganar los Nacionales NPC en 1996, y compitió en su primer concurso profesional al año siguiente. Por aquel entonces, empezó a entrenar a otras mujeres en un gimnasio situado en el sótano de su casa. En febrero de 2000, Moher abrió su propio gimnasio y spa, Gayle Moher's Face and Bodyworks. Su mayor éxito como profesional hasta la fecha fue ganar el Jan Tana Classic de 1999. Realizaba sesiones de culto a los músculos, dominación, y a menudo trabaja con la actriz y fisioculturista Lauren Powers en sesiones dobles.

## Vida personal
Moher tiene una hija llamada Courtney y actualmente vive en Scottsdale (Arizona). Su vida apareció en el episodio "Muscle Worship" de la serie documental de 2007 del canal Channel 5 Hidden Lives.
Fuera de la parcela deportiva, Moher ha trabajado como modelo erótica, grabando vídeos y posando en fotografías eróticas de temática de masturbación, músculos y lésbico. Así mismo, debutó como actriz pornográfica en 2014 con la cinta Gayle Moher In The British Jewel, del estudio Iron Belles.

## Historial competitivo
- 1995 - NPC Nationals - 17.º puesto (MW)
- 1996 - NPC Jr. Nationals - 2.º puesto (MW)
- 1996 - NPC Nationals - 1.º puesto (MW y Overall)
- 1997 - Ms. International - 5.º puesto
- 1997 - Jan Tana Classic - 4.º puesto
- 1997 - IFBB Ms. Olympia - 12.º puesto
- 1998 - Ms. International - Descalificada
- 1998 - Jan Tana Classic - 2.º puesto
- 1998 - IFBB Ms. Olympia - 11.º puesto
- 1999 - Ms. International - 6.º puesto
- 1999 - Pro World Championship - 3.º puesto
- 1999 - Jan Tana Classic - 1.º puesto
- 1999 - IFBB Ms. Olympia - 11.º puesto
- 2000 - Ms. International - 5.º puesto (LW)
- 2000 - Jan Tana Classic - 2.º puesto (MW)
- 2001 - Ms. International - 6.º puesto (HW)
- 2001 - IFBB Ms. Olympia - 5.º puesto (LW)
- 2002 - Ms. International - 4.º puesto (HW)
- 2002 - Jan Tana Classic - 3.º puesto (MW)
- 2002 - GNC Show of Strength - 7.º puesto (LW)
- 2002 - Southwest USA Pro Cup - 2.º puesto (HW)
- 2003 - Ms. International - 6.º puesto (HW)
- 2004 - GNC Show of Strength - 4.º puesto (LW)
- 2004 - Night of Champions - 4.º puesto (LW)
- 2005 - New York Pro - 4.º puesto (LW)
- 2005 - Charlotte Pro - Withdrew (LW)
- 2006 - Atlantic City Pro - 4.º puesto
- 2006 - IFBB Ms. Olympia - 9.º puesto
- 2007 - Sacramento Pro - 4.º puesto (LW)
- 2009 - Atlantic City Pro - 7.º puesto
- 2010 - Phoenix Pro - 9.º puesto